# 城戸真亜子
城戸 真亜子（きど まあこ、1961年8月28日 - ）は、日本の女優、洋画家、タレント。本名・吉田 真亜子（旧姓・城戸）。吉田裕史事務所所属。
中部国際空港株式会社顧問、テレビ東京番組審議会委員、中日本高速道路CSR懇談会委員、学研ホールディングス社外取締役、学校法人田中千代学園理事。

## 人物
愛知県名古屋市生まれ。桐朋女子中学校・高等学校を経て、1987年（昭和62年）に武蔵野美術大学油絵学科を卒業。大学時代はボクシング部のマネージャーをしていた。

### タレント活動
美術大学在学中からモデルとして活動していたが、1981年（昭和56年）度の「カネボウ化粧品キャンペーンガール」に選出されたことで広く知られるようになった。同年10月には、映画『アモーレの鐘』（監督：渡辺邦彦）に主演、映画デビューした。
1984年（昭和59年）には歌手として、楽曲 『やさしく描いて ～カシニョールの女のように～』（作詞・作曲：小坂恭子）をリリース。また、1988年（昭和63年）4月からは、テレビのワイドショー番組 『3時にあいましょう』（TBS）で司会を務めるなど、テレビタレントとして活動を広げる。

### 画家
タレント活動と並行して画業も行っており、銀座や日本橋などでの個展の開催もある。1998年（平成10年）には、上野の森美術館が主催するVOCA展に入選した。
神保町にある「ギャラリー珈琲店・古瀬戸」の巨大壁画、東京湾アクアライン「海ほたる」内の壁画、出石グランドホテルの暖炉、関西文化学術研究都市ハーモニーヒルズ木津オブジェ、リバーハープコート南千住のオブジェなどのパブリックアートも手がけている。
2006年から子供を対象とした「学研・城戸真亜子アートスクール」を主宰している。

### 私生活
1990年（平成2年）、所属事務所社長の吉田裕史と結婚。元プロ野球選手の城戸則文はおじである。
2004年から義母と同居、2013年から義母が特別養護老人ホームに入居し、2017年10月まで13年間介護を続けた。自身の介護経験を基にした講演も数多く行っている。

## 出演

### 映画
- アモーレの鐘
- 青春の門
- オルゴール
- 模倣犯

### テレビ

#### テレビドラマ
- 野々村病院物語（TBS系）
- 徳川家康（NHK大河ドラマ）
- 激愛・三月までの…（TBS系）
- スケバン刑事II 少女鉄仮面伝説（フジテレビ系）
- 誇りの報酬「出張捜査はゴージャスに」（1985年、日本テレビ系） - 牧野エミ 役
- はいからさんが通る（フジテレビ系）
- 生徒諸君!（フジテレビ系）
- 氷紋（TBS系）
- 銀河テレビ小説 / 新橋烏森口青春篇（NHK）
- ママは大ピンチ!!（TBS系）
- 火曜サスペンス劇場（日本テレビ系）
  - 「松本清張の脊梁」（1982年10月12日）
  - 「故郷」（1997年12月9日）
- 花王名人劇場 15年目の指輪（1984年、関西テレビ・フジテレビ系）
- ザ・ハングマン4 第25話「痛快ダブルハンギング!! さようならありがたや節」（ABC・テレビ朝日系）

#### 情報・バラエティ
- 知ってるつもり?!（日本テレビ）
- 世界・ふしぎ発見!（TBS系）（不定期）
- テレビ近未来研究所（TBS系）
- たけしの頭の良くなるテレビ（TBS系）
- 新伍のお待ちどおさま（TBS系）
- ダウトをさがせ!（毎日放送・TBS系）
- 料理バンザイ!（テレビ朝日系）
- タモリの音楽は世界だ!（テレビ東京系）
- 平成教育委員会（フジテレビ）
- 趣味Do楽「城戸真亜子の油絵って楽しい!」（NHK Eテレ、2013年6月・7月期）
- 3時にあいましょう（TBS系）
- イヴの逆襲（名古屋テレビ）
- わいど!ウオッチャー（TBS系）
- ボキャブラ天国（フジテレビ）（不定期）
- 欽ちゃんの仮装大賞（日本テレビ）（審査員として10回出演）
- TXNニュースアイ（テレビ東京系）
- ウォッチ!（TBS系）
- みのもんたの朝ズバッ!（TBS系）
- 真相報道 バンキシャ!（日本テレビ系）
- 胸いっぱいサミット!（関西テレビ）（準レギュラー）

### CM
- サンウェーブ工業（現：LIXIL）
- カネボウ（現：クラシエホールディングス）「ナイーブ」
- 花王「ビオレu」（1987年頃）
- ファンケル「えんきん」
- リコー
- 京都住建

### ラジオ
- 合格いっぽん道（ラジオたんぱ、現：ラジオNIKKEI）
- アートドラマ　美女と巨匠 「カンディンスキー」（2015年9月22日、NHK第1）[10]

## 著書
- 『描きかけの自画像』全国朝日放送,1985
- 『城戸真亜子のドリーム・グラス・アート』山海堂,1988.趣味との出逢い
- 『抱きしめてシャ、シャ、シャ、』フリーダム・K 写真 PARCO出版局,1989.PARCO cat books
- 『寺泉憲・城戸真亜子のたまに行くならこんな店 3』テレビ朝日「料理バンザイ!」 編.全国朝日放送,1989
- 『Love scene エロティックな棘』井上香織 詩・文.講談社,1992 Artist book
- 『天使の降る街 城戸真亜子のローマ・イスタンブール紀行 ディアーリオ』日本テレビ放送網,1993
- 『Tokyo private life : Maako Kido exhibition 1994』日本テレビ放送網,1994
- 『ほんわか介護 私から母へありがとう絵日記』集英社,2009
- 『記憶をつなぐラブレター 母と私の介護絵日記』朝日出版社,2016

## その他

### 連載
- 京王電鉄「あいぼりー（年4回発行の沿線情報誌）」 - 「城戸真亜子の季節のスケッチ」連載

### 作詞
- ポピンズ 『ホワイト・ランデブー』・C/W『好きしてKISSして』（1986年）